# Mountain (музичка група)

Маунтин (енгл. Mountain, IPA: //) је америчка рок група основана 1969. у Њујорку. Група је имала значајну улогу у појави и развоју хард рока, а сматра се и претходницом хеви метала. Групу је основао гитариста Лесли Вест заједно са басистом и продуцентом Феликсом Папалардијем. Урбана легенда каже да је назив групе алузија на Вестов крупни стас (mountain = срп. )..

## Чланови

### Садашњи
- Лесли Вест - гитара, вокал
- Корки Лејнг - бубњеви
- Рев Џоунс - бас

### Бивши
- Феликс Папаларди - бас, клавијатуре, вокал
- Дејвид Пери
- Марк Кларк
- Стив Најт - клавијатуре
- Ен-Ди Смарт II - бубњеви
- Алан Шварценберг
- Боб Мен
- Ричи Скарлет

## Дискографија

### Студијски албуми
- 1969:  (објављен као Вестов соло албум)
- 1970:  (први службени албум групе)
- 1971:
- 1971:  (на А-страни су студијске снимке, а на Б-страни концертне)
- 1973:
- 1974:
- 1985:
- 1996:
- 2002:
- 2007:

### Концертни албуми
- 1972:
- 1974:
- 2000:
- 2003:  (концертни документарац)
- 2004:
- 2006: